# Idaea insuavis
Idaea insuavis là một loài bướm đêm trong họ Geometridae.